# Dinaraea aequata
Dinaraea aequata är en skalbaggsart som först beskrevs av Wilhelm Ferdinand Erichson 1837.  Dinaraea aequata ingår i släktet Dinaraea, och familjen kortvingar. Arten är reproducerande i Sverige.